# منتخب آيسلندا لكرة الطائرة للسيدات
منتخب آيسلندا الوطني لكرة الطائرة للسيدات هو ممثل آيسلندا الرسمي في المنافسات الدولية في كرة طائرة للسيدات.